# Amalia Fahlstedt

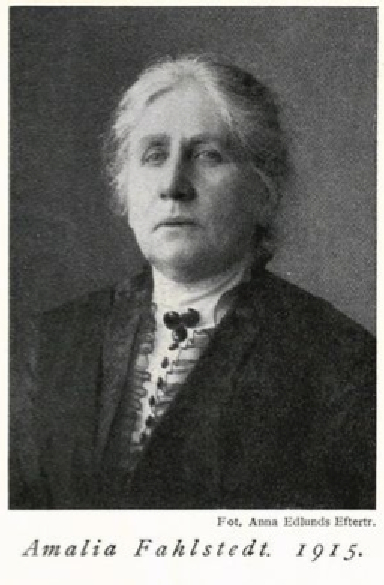
Zur Gedenkschrift veröffentlichtes Bild von Amalia Fahlstedt

Amalia Wilhelmina Fahlstedt (* 8. Januar 1853 in Stockholm; † 29. Januar 1923 in Djursholm) war eine schwedische Schulleiterin, Schriftstellerin und Übersetzerin. Einige ihrer Werke veröffentlichte sie unter dem Pseudonym Rafael.

## Leben
Ihre Eltern waren der Lebensmittelhändler Anders Gustaf Fahlstedt (1809–1869) und Johanna Wilhelmina Bergström (1818–1887); sie gehörten der schwedischen Mittelklasse an. Amalia Fahlstedt wurde am 8. Januar 1853 in der Kirchengemeinde Maria Magdalena församling in Stockholm als fünftes von sechs Geschwistern geboren. Ihre drei Brüder waren Gustaf Wilhelm (1843–1909), Johan Anders (John genannt, 1845–1894) und Frans Eugène (später als Autor bekannt, 1851–1935), ihre zwei Schwestern waren Augusta Josefina (verheiratete Maartman, 1850–1915) und Bertha Charlotta (1857–1929).
Amalia Fahlstedt durchlief von 1868 bis 1872 die Lehrerinnenausbildung bei Jenny und Alida Rossander. Von 1878 bis 1895 war sie Vorsteherin einer Schule für Mädchen und Jungen in Östermalm, die sie zusammen mit ihrer Schwester Bertha gegründet hatte. Als ihr Bruder Eugène zurück nach Stockholm zog, lebten die Geschwister wieder zusammen, und später gesellte sich auch ihre verwitwete Schwester Augusta mit ihren sechs Kindern hinzu. Die älteste Tochter von Augusta war Elsa (1874–1953), die zusammen mit ihrem Bruder zu den ersten Schülern in Amalia Fahlstedts Schule gehörte und später Kinderbuchautorin wurde, wobei ihre Tanten und ihr Onkel als Vorbilder für Tant Grön, Tant Brun, Tant Gredelin och Farbror Blå („Tante Grün, Tante Braun, Tante Lila und Onkel Blau“) dienten.
Amalia Fahlstedt lernte über ihren Bruder Eugène August Strindberg kennen, der sie als geniale Autorin sah und bei der Veröffentlichung ihres ersten Buches, der Novellensammlung I flygten (1883), unterstützte. Ab 1886 war sie auch Mitglied in der Sällskapet Nya Idun. 1893 war sie bereits als talentierte Novellenautorin bekannt. Um die Kinder ihrer Schwester zu versorgen, verlegte sie sich vom Verfassen eigener Werke mehr und mehr auf das Übersetzen. Neben ihren literarischen Interessen engagierte sie sich in sozialen Fragen und gründete 1892 zusammen mit Ellen Key, mit der sie gut 30 Jahre lang Briefe wechselte, die Gruppe der Tolfterna, um Arbeiterinnen in Stockholm Bildung, Diskussionen über aktuelle soziale und kulturelle Fragen und Kontakte über Klassengrenzen hinweg zu ermöglichen.
Anlässlich ihres 60. Geburtstags wurde ihr zusammen mit Sophie Elkan ein Artikel auf der Titelseite der Zeitung Idun vom 19. Januar 1913 gewidmet.
Sie starb am 29. Januar 1923 in Djursholm in der Kirchengemeinde Danderyd.

## Werk
Ihre Veröffentlichungen lassen sich zum Realismus rechnen. So findet sich in ihrem ersten Buch I flygten eine genaue ethnographische Beschreibung der samischen Bevölkerung. Die Novelle Ett lefnadsmål aus der folgenden Sammlung Ax och halm schildert eine junge unverheiratete Frau, die eine Schule gründet und zeigt dabei Amalia Fahlstedts freisinnige reformpädagogische Ideen wie die Anschaulichkeit des Unterrichts.
Amalia Fahlstedt veröffentlichte einige ihrer Werke unter dem Pseudonym Rafael, so auch En passionshistoria („Eine Passionsgeschichte“, 1897), das als eines ihrer besten Bücher galt und großes Interesse sowie viele Mutmaßungen hervorrief. Neben Novellen, Romanen, Kinderbüchern und Beiträgen zu Zeitungen wie Idun verfasste sie auch ein dramatisches Werk namens Första steget („Der erste Schritt“), das 1885 im Kalender Svea erschien.
Außerdem übersetzte sie aus mehreren Sprachen, darunter Deutsch, Italienisch und Niederländisch, ins Schwedische.

### Bibliographie
- I flygten. Berättelser. Stockholm 1883 (schwedisch, 134 S., „Auf der Flucht“, Novellensammlung).
- Synderskan och oratoriet Skapelsen. Berättelse. In: Svea. 1884, S. 145–152 (schwedisch).
- Första steget. Dramatisk skizz. In: Svea. 1885, S. 115–126 (schwedisch).
- Ax och halm. Berättelser. Stockholm 1887 (schwedisch, 215 S., digitalisiert im Projekt Runeberg – zeittypische Erzählungen zu Ehefragen sowie Bildungs- und Erwerbsmöglichkeiten für Frauen).
- Plantor. In: Nornan. Svensk kalender. Stockholm 1889, S. 165–174 (schwedisch, digitalisiert im Projekt Runeberg – Novelle).
- Gudens gåva. In: Ord och bild. Nr. 1. Stockholm 1892, S. 344–346 (schwedisch, Gedicht).
- Ismaël. Berättelse. Stockholm 1895 (schwedisch, 187 S., digitalisiert auf Litteraturbanken.se – Erzählung).
- En passionshistoria. Stockholm 1897 (schwedisch, 177 S., digitalisiert – Roman, veröffentlicht unter dem Pseudonym Rafael).
- Den hvita boken. In: Ord och bild. Nr. 7. Stockholm 1898, S. 25–32 (schwedisch, veröffentlicht unter dem Pseudonym Rafael).
- I dödvattnet. Skildring. Stockholm 1899 (schwedisch, 299 S., digitalisiert – Roman, veröffentlicht unter dem Pseudonym Rafael).
- I sommartid. Berättelse för ungdom (= Läsning för ungdom af utmärkta författare. Band 38). Stockholm 1901 (schwedisch, 239 S., Jugendbuch).
- Mor Sagas skymningsprat. Upptecknadt i åtta sagor. Stockholm 1902 (schwedisch, 119 S., Kinderbuch, mit Illustrationen von Elsa Beskow).
- Hvita boken och andra berättelser. Stockholm 1904 (schwedisch, 284 S., veröffentlicht unter dem Pseudonym Rafael).
- Glimtar. Fantasier och kåserier. Stockholm 1912 (schwedisch, 121 S., Novellensammlung).
- Småbarnens sagbok. Korta sagor för små barn. Stockholm 1920 (schwedisch, 32 S., Kinderbuch, mit Zeichnungen von Elsa Beskow).

### Übersetzungen
- Frederik van Eeden: Ut bland människorna. Berättelse. Stockholm 1906 (schwedisch, 206 S.).
- Antonio Fogazzaro: Ett helgon. Stockholm 1907 (schwedisch, 376 S., italienisch: Il santo. Übersetzt von Amalia Fahlstedt).
- Jan Ligthart: Frihet och disciplin i uppfostran. Stockholm 1910 (schwedisch, 94 S., digitalisiert im Projekt Runeberg – niederländisch: Vrijheid en discipline in de opvoeding. 1909. Übersetzt von Amalia Fahlstedt).
- Jan Ligthart: Om uppfostran. Pedagogiska uppsatser (= Vetenskap och bildning. Band 5). Stockholm 1910 (schwedisch, 208 S.).
- E. Bodenhoff: Ett lyckligt hem. Stockholm 1911 (schwedisch, 217 S.).
- W. Goodwin: Stephen Loring. Stockholm 1911 (schwedisch, 185 S.).
- Jan Ligthart: Hemuppfostran. Smärre uppsatser. Stockholm 1911 (schwedisch, 74 S.).
- Thomas Nelson Page: Vid floden. Stockholm 1911 (schwedisch, 160 S.).
- Georges Ohnet: Herr Derblays giftermål. 1–2. Stockholm 1912 (schwedisch, 157, 154 S., französisch: Le maitre de forges. Übersetzt von Amalia Fahlstedt).
- Leonard Trelawny Hobhouse: Liberalismen (= Modärnt vetande. Band 2). Stockholm 1913 (schwedisch, 206 S., englisch: Liberalism. Übersetzt von Amalia Fahlstedt).
- D. v. d. Lyhe-Zernichow: En dansk Pompadour (Stövlet-Kathrine). Roman från Christian VII:s tid. Stockholm 1916 (schwedisch, 240 S.).
- Martin Wilhelm von Mandt: Vid Nikolaus I:s hov. En tysk läkares levnadsminnen. 1–2. Stockholm 1920 (schwedisch, 202, 246 S., deutsch: Ein deutscher Arzt am Hofe Kaiser Nikolaus’ I. von Rußland. Übersetzt von Amalia Fahlstedt).
- D. v. d. Lyhe-Zernichow: Majkens kärlek. Stockholm 1920 (schwedisch, 192 S.).
- Charles Dickens: Mrs. Lirriper och hennes hyresgäster samt andra berättelser. Stockholm 1921 (schwedisch, 188 S.).